# Esercizi monoarticolari
Gli esercizi monoarticolari, detti anche d'isolamento o complementari, sono esercizi fisici che cercano di stimolare e focalizzare lo sforzo su un solo muscolo. Solitamente coinvolgono una sola articolazione ed uno (o pochi) gruppi muscolari simultaneamente. Per questo motivo si contrappongono agli esercizi multiarticolari (o composti), in cui intervengono più gruppi muscolari e diverse articolazioni. Gli esercizi monoarticolari sono praticati soprattutto con carichi poco elevati e con alte ripetizioni, dato che il coinvolgimento di una sola articolazione potrebbe favorire infortuni. Molto spesso questi esercizi vengono introdotti nelle schede di allenamento in palestra, per completare (cosa da cui deriva il loro nome complementari) il lavoro degli esercizi multiarticolari.

## Ambiti di utilizzo
Gli esercizi monoarticolari possono essere utili per correggere asimmetrie (presenti in ogni individuo) o migliorare le proporzioni del corpo a livello estetico, soprattutto nell'ambito del culturismo. Questi esercizi vengono utilizzati per eseguire particolari tecniche di allenamento e per lavori metabolici. Lavorare con alte ripetizioni e bassi tempi di recupero aumenta l'afflusso di sangue nel muscolo (il cosiddetto effetto pump). Inoltre si accumula acido lattico e altri metaboliti. Quando vengono eseguiti gli esercizi monoarticolari possono essere coinvolti i muscoli che, negli esercizi multiarticolari, intervengono solo come stabilizzatori o sinergici.

### Gli esercizi monoarticolari nel culturismo
Per ottenere l'ipertrofia muscolare, nelle programmazioni di allenamento in palestra sono quasi sempre inclusi esercizi composti ad alta sinergia, in cui lavorano più gruppi muscolari e articolazioni contemporaneamente, ed esercizi monoarticolari che stimolano pochi e precisi muscoli. Gli esercizi monoarticolari possono essere utilizzati da chiunque (sia neofiti che professionisti) per riprodurre i 3 meccanismi che attivano l'ipertrofia:
1. Tensione meccanica
2. Stress metabolico
3. Danno muscolare

I monoarticolari  hanno un ruolo minore durante il periodo di costruzione di massa muscolare. Ma al contrario, durante il periodo di definizione e dimagrimento, sono utili per ottimizzare le qualità del muscolo ed evidenziare i dettagli. Infatti possono essere considerati esercizi di perfezionamento. Quando si ricerca l'ipertrofia muscolare, focalizzare il lavoro su sezioni precise del muscolo ha la sua importanza anche per migliorare la tecnica. A volte una carenza muscolare è dovuta anche ad una scarsa capacità di attivazione del muscolo, ma i monoarticolari facilitano la concentrazione su quella specifica parte del corpo. Ad esempio, eseguendo dei piegamenti a terra l'effetto anabolico dei deltoidi sarà minore rispetto ad un lento avanti, poiché si allenano le spalle nel dettaglio. 
Diversi studi hanno dimostrato che anche i metaboliti (acido lattico) e la fatica sono necessari per stimolare l'ipertrofia e aumentare la forza. Per aumentare la massa magra si possono svolgere esercizi sia di forza che metabolici. Atleti diversi come i culturisti e i powerlifter hanno importanti masse muscolari, ma sfruttano programmi di allenamento totalmente differenti. I primi si allenano soprattutto con carichi moderati e intervalli di riposo abbastanza brevi, ottenendo così un elevato stress metabolico. I powerlifter invece, si allenano con carichi ad alta intensità e lunghi periodi di riposo tra le serie, per migliorare le proprie prestazioni di forza. Tutto dipende dagli obiettivi dell'atleta. Quindi un bodybuilder sceglierà principalmente esercizi monoarticolari per ottimizzare forme estetiche ed esaltare i dettagli, e non esercizi per attivare maggiormente il sistema nervoso centrale o che reclutano i muscoli in modo indiretto e con uno stimolo locale minore. Per quanto riguarda i culturisti infatti, si parla di ipertrofia sarcoplasmatica, cioè anche se aumenta la sezione trasversa del muscolo, non c'è una correlazione diretta con l'aumento di forza.

#### Differenza tra uso di macchine e uso di pesi liberi
- I pesi liberi reclutano più fibre muscolari perché fanno intervenire anche i muscoli stabilizzatori. L'instabilità però non deve essere eccessiva, altrimenti il carico sollevato sarà minore. Inoltre rispetto a macchinari come il multipower, il movimento non è guidato e quindi è possibile effettuare una traiettoria fisiologica. Utilizzando bilancieri e manubri (pesi liberi) si ha anche un maggior impatto sul sistema nervoso e si può progredire con il carico più facilmente.
- Le macchine sono utilizzate per un maggior isolamento e solitamente consentono di allenare il muscolo in tensione continua. Usando le macchine è infatti possibile mantenere la concentrazione su ogni singola fase del movimento e focalizzare la tensione nelle zone più critiche: per esempio, le croci ai cavi hanno un R.O.M (lo spazio di movimento dell'articolazione) attivo maggiore in accorciamento rispetto alle croci con i manubri. Inoltre le macchine sollecitano meno il sistema nervoso centrale, e quindi possono essere utili in carenza di energie, ad esempio durante una fase di definizione[11][12].

##### Dimagrimento localizzato

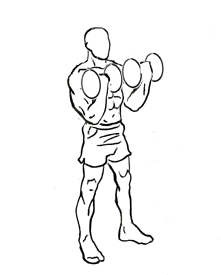
Seconda fase del curl con i manubri (massimo accorciamento del muscolo)

Perdere grasso in una parte ben precisa del corpo allenandola con esercizi monoarticolari non è semplice. Ci sono moltissimi studi che negano l'esistenza del dimagrimento localizzato. L'esempio più comune riguarda il tennista, che, anche se coinvolge solo un braccio durante la sua attività, non mostra differenze evidenti di massa grassa negli arti. Dunque eseguire crunch o sit-up per allenare gli addominali, non farà diminuire la percentuale di grasso in quella zona. Negli ultimi anni però alcuni studi hanno dimostrato l'esistenza di questo fenomeno. Per favorire la perdita di grasso in una precisa zona del corpo, sembra essere utile in qualche caso il cardio fit training, nel quale si alternano esercizi aerobici ed esercizi d'isolamento soprattutto con macchine isotoniche (chest press, leg extension, leg curl...). Questo tipo di allenamento, però, promuove il dimagrimento localizzato solo se associato ad una dieta ed altri accorgimenti, tra cui per esempio il miglioramento della circolazione sanguigna con esercizi che reclutano muscoli distanti tra loro e con lavori leggeri e prolungati.

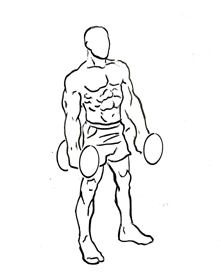
Prima fase del curl con i manubri (massimo allungamento del muscolo)

## Tecniche di allenamento
- Pre-stiramento:Una tecnica che influenza la qualità dell'attivazione di un muscolo durante l'esecuzione di un esercizio di isolamento è il pre-stiramento. Infatti iniziare a lavorare in una posizione in cui il muscolo è già allungato produce benefici poiché riesce a generare una maggiore forza. Così come avviene con un elastico, la prestazione migliora perché l'energia iniziale dovuta all'allungamento viene utilizzata per la conseguente contrazione. Con lo stiramento del muscolo attivo aumenta anche l'attività elettromiografica, principalmente durante la fase eccentrica del pre-stiramento. Questa tecnica è praticabile solo su gruppi muscolari dotati di capi bi-articolari (ad esempio il capolungo del tricipite e del bicipite, il gastrocnemio, gli ischiocrurali ecc...)[2][16].
- Pre-affaticamento:Gli esercizi monoarticolari sono utilizzati anche per eseguire la tecnica del pre-affaticamento. Essa consiste nello svolgere un esercizio di isolamento con medie-alte ripetizioni, prima di un esercizio multiarticolare. Di conseguenza il muscolo pre-affaticato sarà il primo a congestionarsi durante il movimento composto e collaborerà molto meno[2]. Solitamente gli esercizi per i gruppi muscolari più grandi vengono eseguiti per primi(priority system)[5][17], ma con questa tecnica viene invertito l'ordine normale dell'allenamento, e così l'individuo sarà più prestante negli esercizi monoarticolari iniziali e troverà più difficoltà nell'eseguire il successivo lavoro multiarticolare. Tutto ciò sconvolgerà i muscoli e porterà benefici per la crescita muscolare[18][19]. Ad esempio, prima di eseguire delle serie di distensioni su panca piana (esercizio multiarticolare), è possibile affaticare i pettorali con un esercizio d'isolamento come le croci. Nel momento in cui verranno eseguite le distensioni con un bilanciere o dei manubri, i pettorali saranno più affaticati rispetto ad altri muscoli agonisti come i tricipiti. Con questa tecnica quindi i pettorali cederanno per primi e il lavoro maggiore sarà svolto da altri muscoli sinergici, che sono riposati[20][21].

## Vantaggi
Gli esercizi monoarticolari hanno i seguenti vantaggi rispetto agli altri esercizi fisici:
- Basso rischio di infortunio
- Facile eseguibilità

- Reclutamento di pochi distretti muscolari
- Semplicità nell'apprendere lo schema motorio
- Utilità nei periodi post-infortunio e in caso di atrofia muscolare, in quanto aiutano a rafforzare una parte del corpo indebolita dopo una malattia, un intervento chirurgico o una lesione.
- Lavoro del muscolo nel dettaglio
- Massimo congestionamento locale
- Possibilità di rafforzare un'area del corpo che non riceve una stimolazione adeguata da esercizi multiarticolari
- Bassi tempi di recupero
- Ampio raggio di movimento

## Svantaggi
Gli esercizi monoarticolari hanno però anche i seguenti svantaggi:
- Il minor consumo di calorie rispetto agli esercizi multiarticolari rende più difficile il dimagrimento
- Non aiutano in modo significativo ad aumentare il tasso metabolico a riposo (RMR); ciò ostacola un'efficace combustione dei grassi e quindi può vanificare un programma di perdita di peso
- Concentrarsi troppo su un singolo gruppo muscolare senza un valido motivo non aiuta a migliorare l'equilibrio muscolare e può portare ad un fisico sbilanciato
- Non è possibile utilizzare carichi pesanti (bassa intensità) a causa del rischio di sollecitare eccessivamente l'articolazione, come avviene spesso con la leg extension

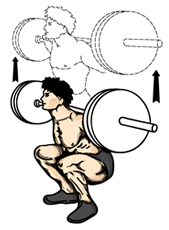
Esecuzione dello squat, uno dei principali esercizi multiarticolari.

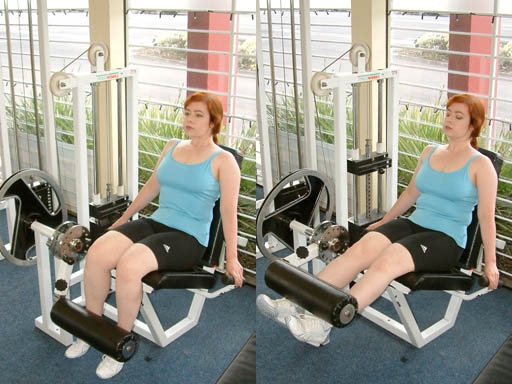
Esecuzione della leg extension, uno dei principali esercizi monoarticolari per isolare il bicipite femorale.

- La risposta ormonale è bassa

## Scelta tra esercizi monoarticolari e multiarticolari
La scelta di uno dei due tipi di esercizi e l'ordine in cui vengono inseriti in un programma di allenamento varia in base all'obiettivo da raggiungere. I multiarticolari sono indicati per migliorare la forza, la resistenza e la potenza, i monoarticolari invece per lavorare su dettagli estetici come le proporzioni. Se l'obiettivo è il dimagrimento, gli esercizi composti sono più efficaci poiché coinvolgono più gruppi muscolari contemporaneamente, e la possibilità di sfruttare carichi più pesanti assicura un dispendio energetico maggiore durante e dopo l'allenamento (EPOC). Gli esercizi monoarticolari, rispetto a quelli composti, oltre a richiedere meno coordinazione e tecnica, producono un minor affaticamento. Infatti la fatica in questi esercizi è di tipo locale, mentre per i multiarticolari è generale. Eseguendo esercizi composti però, avviene una stimolazione maggiore di ormoni come GH, testosterone e molecole come le beta-endorfine. 
Inoltre l'effetto degli esercizi monoarticolari e multiarticolari è molto simile nei neofiti. In uno studio del 2015 sono stati confrontati gli effetti delle due diverse categorie di esercizi. L'obiettivo era individuare la presenza di differenze riguardanti la forza e la dimensione muscolare, su giovani non allenati. Il test ha coinvolto 29 uomini che non avevano mai praticato allenamenti contro resistenza, divisi casualmente in due gruppi. Un gruppo formato da 14 persone ha eseguito solo esercizi multiarticolari, l'altro gruppo ha eseguito solo esercizi monoarticolari, ed entrambi si sono allenati per lo stesso lasso di tempo, con una frequenza di 2 volte a settimana. Al termine dell'esperimento i due gruppi hanno ottenuto quasi gli stessi miglioramenti ipertrofici. Quindi, in conclusione, le due tipologie di esercizi possiedono la stessa efficacia nel migliorare la forza e il volume del muscolo, nei neofiti di sesso maschile.
La maggiore attivazione del sistema nervoso centrale (CNS) dovuta alla richiesta di stabilità ed equilibrio negli esercizi multiarticolari, non favorisce l'attivazione muscolare e la tensione meccanica locale indispensabili per l'ipertrofia. Infatti la complessità di un esercizio non è direttamente proporzionale ad un maggior coinvolgimento del muscolo sinergico. Quando si parla di forza massima e quindi di alte intensità di carico, i multiarticolari sono perfetti, ma la forza può migliorare anche con esercizi monoarticolari grazie al sovraccarico progressivo. In definitiva, una combinazione equilibrata di entrambi i tipi di esercizi, favorisce l'aumento del volume muscolare.

## I principali esercizi monoarticolari
Qui di seguito sono elencati i più comuni esercizi monoarticolari per gruppo muscolare:
- Gambe
  - Leg extension: questo esercizio è il migliore per isolare i quadricipiti femorali e l'unica articolazione coinvolta è il ginocchio. L'esecuzione inizia da seduti, con la schiena appoggiata ad uno schienale regolabile. L'individuo deve distendere le gambe e spingere contro un cuscinetto posizionato sulle caviglie, per sollevare il peso. Il movimento deve essere lento e controllato, ed è consigliato usare carichi non troppo elevati per non rischiare di infortunarsi, poiché il legamento crociato anteriore è fortemente sollecitato. Per questo motivo è preferibile usare questa macchina dopo aver affaticato i quadricipiti (ad esempio con uno squat), oppure lavorare con alte ripetizioni. In aggiunta, con gli adeguati accorgimenti, la leg extension è adatta alla riabilitazione post lesione legamentosa[28][27].
  - Leg curl: come con la leg extension l'unica articolazione attiva è il ginocchio, ma la posizione di partenza è opposta, in quanto il movimento inizia con le gambe distese. L'esercizio consiste nello spingere il cuscinetto che si trova dietro le caviglie e flettere le ginocchia fino a 90° eseguendo un arco di cerchio. In questo caso il lavoro è indirizzato principalmente al bicipite femorale, e il legamento crociato posteriore assume un ruolo fondamentale. Fortunatamente però, questo legamento è più resistente e vascolarizzato rispetto a quello anteriore, e quindi meno predisposto a lesioni. In aggiunta è possibile eseguirla non solo da seduti, ma anche in altre varianti, come da sdraiati o in piedi[29][30].
  - Adductor e abductor machine: questo macchinario enfatizza il lavoro sull'interno coscia (adduttori) e sull'esterno di essa (abduttori). Spesso l'adductor e abductor machine viene utilizzata in palestra dai principianti per la sua facile eseguibilità, ma non produce benefici marcati[31][32].
- Petto
  - Croci: questo esercizio viene spesso eseguito con manubri e in posizione supina su una panca piana. Il movimento inizia con le braccia perpendicolari al terreno, e le scapole addotte. Dopodiché, lentamente, si aprono e si chiudono le braccia con i gomiti leggermente flessi. L'unica articolazione attiva è la spalla. Per ottenere una tensione costante su tutto il ROM, è preferibile utilizzare i cavi. Esistono molte varianti; ad esempio, utilizzando una panca inclinata, sono maggiormente reclutati i fasci alti del gran pettorale[33][27].
- Dorso
  - Pullover: solitamente viene inserito nei programmi di allenamento per allenare il dorso (e i pettorali) senza coinvolgere il bicipite. Per esempio, può essere utile dopo aver eseguito delle trazioni, per continuare ad affaticare ulteriormente i dorsali. Inoltre deve essere eseguito con cautela per non gravare troppo sulla capsula articolare della spalla e rischiare di infortunarsi. Esso è eseguito su una panca piana e solitamente con un manubrio. Nella fase iniziale (in posizione supina) le braccia sono distese e perpendicolari al terreno, dopodiché si porta lentamente il manubrio dietro la testa. Per mantenere una tensione costante durante il movimento, è consigliabile evitare di ritornare con le braccia alla posizione iniziale, alla fine della fase di risalita con il manubrio. Per sollevare un carico più pesante, è possibile eseguire una variante a braccia flesse, così da sollecitare meno le articolazioni[27].
- Spalle
  - Alzate laterali: servono per migliorare i deltoidi nella loro sezione laterale. Innanzitutto si impugnano i manubri con una presa neutra e si cerca di portare le braccia da una posizione perpendicolare al terreno ad una parallela ad esso. Per non perdere la tensione, quando si effettua la fase eccentrica, è consigliabile fermarsi prima di ritornare alla posizione iniziale. Inoltre svolgere l'esercizio con il busto inclinato e i gomiti più bassi delle spalle, permette di isolare maggiormente il deltoide laterale, ed è opportuno anche mantenere le spalle basse per non coinvolgere il trapezio[34][27].
- Braccia
  - Curl: in questo esercizio monoarticolare per i bicipiti, l'unica articolazione in movimento è il gomito. Esistono moltissime varianti a seconda dell'inclinazione del busto ed inoltre possono essere usati dei manubri, un bilanciere dritto o sagomato . Il classico curl per bicipiti prevede di stare in piedi con le ginocchia leggermente flesse e impugnando due manubri con una presa supina. A differenza del bilanciere, i manubri permettono di correggere asimmetrie muscolari ed enfatizzare la contrazione ruotando verso l'esterno le mani (extrarotazione). L'esecuzione consiste nel flettere i gomiti e di conseguenza contrarre il bicipite. Poi nella fase eccentrica si distendono lentamente le braccia e si ritorna alla posizione di partenza, ottenendo così un buon allungamento del muscolo. Un'opzione molto valida è anche alternare il movimento dei manubri uno alla volta: in questo modo migliorerà la connessione mente-muscolo e si potrà lavorare anche con carichi un po' più elevati[35][27].
  - French press: esercizio mirato ad isolare i tricipiti ed anch'esso ricco di varianti. Solitamente si utilizza un bilanciere e lo si afferra con una presa prona (a volte anche neutra). La partenza è su una panca piana in posizione supina, le braccia sono tese verso l'alto e la schiena mantiene la sua curva fisiologica. Successivamente si dovrà flettere il gomito poco oltre i 90° e poi distenderlo come in precedenza. Durante tutta l'esecuzione, i gomiti devono rimanere stretti e non devono esserci movimenti bruschi[36][27].